# Melanitis polishana
Melanitis polishana är en fjärilsart som beskrevs av Hans Fruhstorfer 1908. Melanitis polishana ingår i släktet Melanitis och familjen praktfjärilar. Inga underarter finns listade i Catalogue of Life.